# Gillende keukenmeid
Een gillende keukenmeid is een soort vuurwerk. Het valt onder de categorie knalvuurwerk; in aanloop tot de knal geeft het een gillend geluid. Ander vuurwerk met een gillend geluid is bijvoorbeeld de luchthuiler. Ontploffend vuurwerk kan een geluid produceren van meer dan 100 dB.
Het schelle, gillende geluid van de gillende keukenmeid wordt geproduceerd door de verbranding van een mengsel van chloraat met benzoaten. Doordat dit mengsel laagje voor laagje verbrandt, komen er gasvormige reactieproducten in korte pulsen vrij. Bij een gillende keukenmeid worden ze door een smal kartonnen pijpje geleid, zodat de schelle fluittoon ontstaat.